# Spannungstrichter
Als Spannungstrichter oder Potentialtrichter bezeichnet man den Verlauf des elektrischen Potentials in der Nähe der Stelle, wo ein Blitz in den Boden einschlägt, wo ein Hochspannungsleiter einer Freileitung abreißt und den Boden berührt, oder wo ein Erdkabel beschädigt ist und Kontakt zum Erdreich hat.

Potentialtrichter (rote Linie), der sich bei einer abgerissenen Freileitung mit Bodenkontakt um die Kontaktstelle ausbildet

An der Stelle, an der der Kontakt zum Boden hergestellt wird, treten hohe Potentialdifferenzen auf. Die Äquipotentiallinien sind annähernd kreisförmig, das Potential nimmt mit zunehmender Entfernung zur Kontaktstelle exponentiell ab. Stellt man die Potentiale grafisch als Potentialverlauf dar, wie in nebenstehender Darstellung in Schnittdarstellung als rote Linie dargestellt, ergibt sich die namengebende Trichterform. Die „Tiefe“ des Trichters beschreibt den Potentialverlauf an der Erdoberfläche. Die elektrische Spannung am Leiterseil beträgt {\displaystyle U_{\text{L}}}, welche gleichzeitig den Spitzenwert darstellt.
Befindet sich im Einflussbereich des Spannungstrichters eine Person, so stehen während eines Schrittes die Füße auf Bereichen mit zwei unterschiedlich hohen elektrischen Potentialen, in der Grafik sind dies die Schnittpunkte der Fußsohlen am Boden mit den Spannungstrichter, so dass zwischen den Beinen eine Spannung mit der Höhe {\displaystyle U_{\text{S2}}-U_{\text{S1}}} auftritt, die man auch als Schrittspannung bezeichnet. Wenn diese Spannung den Grenzwert einer Kleinspannung von 50 V Wechselspannung bzw. 120 V Gleichspannung überschreitet, besteht die Gefahr eines Stromunfalls.
Aufgrund der exponentiellen Abnahme des Potentials ist bei gleicher Schrittlänge die Schrittspannung umso höher, je mehr man sich der Kontaktstelle annähert. Aus diesem Grund wird bei defekten und den Boden berührenden Hochspannungsanlagen ein Mindestabstand von 20 Metern empfohlen. Der Sicherheitsabstand von 20 m ist auf einen Erdungswiderstand von 1 kΩ bei einem Erdschlussstrom von 132 A und einer maximal zulässigen Schrittspannung von 120 V ausgelegt, was Leiterspannungen ({\displaystyle U_{\text{L}}}) von mehr als 100 kV bedingt. In vielen Fällen, wie bei den häufigen Mittelspannungsleitungen, reduziert sich wegen der geringeren Spannungen der Sicherheitsabstand auf wenige Meter. In Niederspannungsnetzen muss daher kein Sicherheitsabstand eingehalten werden.
Der Sicherheitsabstand von 20 m stellt einen Abstand dar, wenn nicht bekannt oder nicht beurteilt werden kann, wie die sogenannte Sternpunktbehandlung des betroffenen Systems ausgeführt ist. Netze mit niederohmiger Sternpunkterdung (NOSPE), wie sie bei 220-kV- oder 400-kV-Systemen üblich sind, werden bei einem Erdschluss innerhalb von Sekundenbruchteilen abgeschaltet, womit ein Spannungstrichter nur kurzzeitig auftritt. Auf der 110-kV-Verteilnetzebene werden Freileitungen üblicherweise mit Resonanzsternpunkterdung (RESPE) betrieben und bleiben bei einfachem Erdschluss weiterhin in Betrieb, um überregionale Stromausfälle zu vermeiden. In diesem Fall fließt am Kontaktpunkt des Leiterseils mit dem Boden ein Erdschlussreststrom. Dieser Erdschlussreststrom ist deutlich geringer als ein Kurzschlussstrom, aber hoch genug, um einen gefährlichen Potenzialtrichter verursachen zu können.
Der auch verwendete Begriff „Spannungskegel“ ist irreführend, da bei einem geometrischen Kegel das Potential linear abfallen würde und die Schrittspannung unabhängig von der Entfernung zur Kontaktstelle überall gleich wäre.